# Canon EOS DCS 3
Die Canon EOS DCS 3 war Kodaks zweite digitale Spiegelreflexkamera auf Basis von Canons EOS-System. Sie kam im Juli 1995 auf dem Markt, nur vier Monate nach der Kodak EOS DSC 5 und entstand in Zusammenarbeit mit Canon. Die Basis bildete eine modifizierte Canon EOS-1N bei der an Stelle des analogen Filmes ein von Kodak entwickeltes digitales Rückteil (NC2000e) verwendet wurde. Bis zu 12 Aufnahmen konnte die Kamera (bei 2,7 Bilder pro Sek.) in Folge abspeichern. Als Bildpuffer diente dazu ein 16 MB großer RAM. Anschließend wurden die Aufnahmen auf PCMCIA-Karten gespeichert.
Der empfohlene Verkaufspreis der Kamera lag bei 33.900 DM.

## Überblick
- 1,3 Megapixel
- Wetterfestes Gehäuse aus Magnesiumlegierung
- Bis zu 2,7 fp/s
- Kamera in drei Varianten erhältlich:
  - EOS DCS 3c: Standard-Version
  - EOS DCS 3m: Monochrom-Version (ISO 400–6400)
  - EOS DCS 3ir: Infrarot-Monochrom-Version (ISO 400–6400)